# De Förstföddas Kyrka i Ändens Tid
De Förstföddas Kyrka i Ändens Tid (engelska: The Church of the Firstborn of the Fullness of Times) är ett samfund inom Sista Dagars Heliga-rörelsen som praktiserar månggifte.
Kyrkan har sitt huvudkvarter och hundratals anhängare i byn Colonia LeBaron, utanför Galeana i den mexikanska delstaten Chihuahua.
Man har även större grupper av medlemmar i Salt Lake City,  Utah och i kollektivet "Los Molinos" på Baja California-halvön. 
Grupper av sympatisörer finns också San Diego i Kalifornien och på platser i Centralamerika.

## Historia
Efter att Jesu Kristi Kyrka av Sista Dagars Heliga 1890 officiellt övergav bruket av månggifte så lämnade vissa medlemmar kyrkan och flyttade söderut till Mexiko. En av dessa, Alma Dayer LeBaron flyttade 1924 med sina båda fruar och åtta barn till Galeana, Chihuahua och startade "Colonia LeBaron".
När Alma dog 1951, efterträddes han av sonen Joel LeBaron som i Salt Lake City officiellt registrerade gemenskapen som ett trossamfund under namnet De Förstföddas Kyrka i Ändens Tid.
Hans yngre bror, Ervil LeBaron, var i starten den näst högste ledaren för De Förstföddas Kyrka i Ändens Tid, men 1972 uppstod en konflikt mellan de båda bröderna rörande ledarskapet över kyrkan. Ervil bröt sig då ur kyrkan och bildade en ny sekt i San Diego som han gav namnet Guds Lamms Kyrka. 
Samma år beordrade Ervil mordet på brodern Joel. Denne efterträddes, som ledare för De Förstföddas Kyrka i Ändens Tid, av sin yngste bror Verlan. Ett par år senare genomförde Ervil och hans anhängare ett anfall på Los Molinos i ett försök att även mörda Verlan. Denne var inte hemma men staden ödelades och två män dödades under attacken. 
Verlan LeBaron omkom 1981 i en bilolycka och efterträddes som ledare för kyrkan av Siegfried Widmar.
Den 9 juli 2009 dödades den ideelle brottsbekämparen och kyrkomedlemmen Benjamin LeBaron och hans granne Luis Widmar, i Colonia LeBaron. LeBarons mördare efterlämnade ett meddelande i vilket man betecknade avrättningen som en hämnd för hans inblandning i gripandet av misstänkta revolvermän från Juárez-kartellen. Mordet på de båda (som hade såväl amerikanskt som mexikanskt medborgarskap) orsakade massmediarubriker och stor indignation bland lokalbefolkning och myndigheter. Representanter för delstatsregeringen lovade hjälpa kolonisterna att sätta upp en lokal milisstyrka och FBI utlovade hjälp med mordutredningen.